# Trypetisoma tricincta
Trypetisoma tricincta är en tvåvingeart som först beskrevs av Malloch 1927.  Trypetisoma tricincta ingår i släktet Trypetisoma och familjen lövflugor. Inga underarter finns listade i Catalogue of Life.